# Laofengjia Pao
Laofengjia Pao (kinesiska: 老冯家泡) är en sjö i Kina. Den ligger i provinsen Heilongjiang, i den nordöstra delen av landet, omkring 150 kilometer nordväst om provinshuvudstaden Harbin. Laofengjia Pao ligger 137 meter över havet. Arean är 0,61 kvadratkilometer. Trakten runt Laofengjia Pao består i huvudsak av gräsmarker. Den sträcker sig 1,0 kilometer i nord-sydlig riktning, och 0,9 kilometer i öst-västlig riktning.
Genomsnittlig årsnederbörd är 717 millimeter. Den regnigaste månaden är juli, med i genomsnitt 204 mm nederbörd, och den torraste är januari, med 5 mm nederbörd.